# Binjo Czifudow
Binjo Czifudow (bg. Биньо Чифудов, ur. 26 października 1949) – bułgarski zapaśnik walczący w stylu klasycznym. Brązowy medalista mistrzostw świata w 1975. Piąty na mistrzostwach Europy w 1974 i 1975 roku.